# 尼米托那
尼米托那（英語：Nemetona），古罗马高卢东部凯尔特人所供奉女性神祇之一。曾于艺术作品中得到广泛反映，影响深远。相关文物已经于今德国、英国等国家发现。

## 扩展阅读
- Jufer, Nicole; Thierry Luginbühl. . Editions Errance. 2001.
- Koch, John T. . ABC-CLIO. 2006.